# Јерсуалимска главна аутобуска станица
31° 47′ 20″ С; 35° 12′ 11″ И / 31.789° С; 35.203° И
Главна аутобуска станица у Јерусалиму (хебр. התחנה המרכזית של ירושלים) централна је аутобуска станица у Јерусалиму и једна од најпрометнијих аутобуских станица у целом Израелу. Станица се налази на путу ка Јафи, на западном улазу у град.